# 1979年バレーボール男子アフリカ選手権
1979年バレーボール男子アフリカ選手権（1979 Men's African Nations Championship）は、1979年にリビアのトリポリで開催された、アフリカバレーボール連盟主催の第4回バレーボールアフリカ選手権男子大会。
出場国は5カ国。チュニジアが2大会ぶり3回目の優勝を飾った。

## 最終結果
| 順位 | 国           |
| ---- | ------------ |
| 1    | チュニジア   |
| 2    | リビア       |
| 3    | マダガスカル |
| 4    | セネガル     |
| 5    | ナイジェリア |